# Erebus variegata
Erebus variegata är en fjärilsart som beskrevs av Swinhoe 1900. Erebus variegata ingår i släktet Erebus och familjen nattflyn. Inga underarter finns listade i Catalogue of Life.

## Bildgalleri

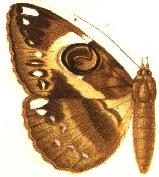